# Szary dom (film)
Szary dom (org. The Big House) – film więzienny z 1930 roku, wyreżyserowany przez George'a W. Hilla. Został zrealizowany w erze Pre-Code. Fabuła filmu opowiada o losach mężczyzny, odbywającego w więzieniu wyrok za zabójstwo. 
Szary dom był pierwszym filmem więziennym. Wiele spośród wykorzystanych w nim elementów fabularnych i postaci utrwaliło się w tym gatunku filmowym. Był to również pierwszy film nagrodzony Oscarem za najlepszy dźwięk (ówcześnie kategoria ta nosiła nazwę za najlepszy zapis dźwięku). Film otrzymał także Oscara za najlepszy scenariusz.
W 1931 roku James Parrot nakręcił parodię Szarego domu pt. Proszę nam wybaczyć; zagrali w niej Stan Laurel i Oliver Hardy (para komików znana w Polsce jako Flip i Flap).

## Obsada
- Robert Montgomery jako Kent
- Chester Morris jako Morgan
- Wallace Beery jako Butch
- Lewis Stone jako dyrektor James Adams
- Leila Hyams jako Anne
- George Marion jako Pop
- J. C. Nugent jako pan Marlowe
- Karl Dane jako Olsen
- DeWitt Jennings jako Wallace
- Mathew Betz jako Gopher
- Claire McDowell as Mrs. Marlowe
- Robert O'Connor jako Donlin
- Tom Kennedy jako wuj Jed
- Tom Wilson jako Sandy
- Eddie Foyer jako Dopey
- Rosco Ates jako Putnam
- Fletcher Norton jako Oliver